# Щитница
Щитница (также клипеола; лат. Clypeola, от лат. clypeus — щит) — род травянистых растений семейства Капустные (Brassicaceae).

## Ботаническое описание
Однолетние травянистые растения. Листья цельные.
Чашелистики отстоящие, не мешковидные. Лепестки коротко-ноготковые, беловатые или жёлтые. Тычинки свободные; нити расширены и при основании с зубцом. По обе стороны коротких тычинок по одной маленькой медовой желёзке. Завязь сидячая; рыльце сидячее, головчатое, слегка двулопастное. Плод висячий, односемянный, не раскрывающийся, круглый, со спинок сплюснутый, голый, опушённый или щетинистый; перегородки нет. Семена плоские, без крыла. Семядоли плоские, зародыш краекорешковый.

## Виды
Род включает 9 видов:
- Clypeola aspera (Weber) Turrill
- Clypeola ciliata Boiss.
- Clypeola cyclodontea Delile
- Clypeola dichotoma Boiss. — Щитница дихотомическая
- Clypeola elegans Boiss. & A.Huet — Щитница изящная
- Clypeola eriocarpa Cav.
- Clypeola jonthlaspi L. typus — Щитница яруточная
- Clypeola lappacea Boiss.
- Clypeola raddeana Albov — Щитница Радде